# Hrvatski rukometni kup za žene 2013./14.
Hrvatski rukometni kup za žene za sezonu 2013./14. je osvojila Lokomotiva iz Zagreba.

## Rezultati

### Osmina završnice
| klub1                | rez.  | klub2                      |
| -------------------- | ----- | -------------------------- |
| Darda                | 19:38 | Zelina (Sveti Ivan Zelina) |
| Zamet Rijeka         | 29:26 | Sesvete Agroproteinka      |
| Samobor              | 19:22 | Split 2010                 |
| Osijek               | 21:30 | Lokomotiva Zagreb          |
| Bjelovar             | 21:48 | Podravka Vegeta Koprivnica |
| Umag                 | 25:22 | Trešnjevka Zagreb          |
| Ivanić (Ivanić-Grad) | 24:29 | Dugo Selo 55               |
| Dalmatinka Ploče     | 18:32 | Koka Varaždin              |

### Četvrtzavršnica
Igrano 11. i 12. ožujka 2014.
| klub1             | rez.  | klub2                      |
| ----------------- | ----- | -------------------------- |
| Zamet Rijeka      | 27:24 | Dugo Selo 55               |
| Lokomotiva Zagreb | 35:24 | Zelina (Sveti Ivan Zelina) |
| Umag              | 30:23 | Koka Varaždin              |
| Split 2010        | 23:40 | Podravka Vegeta Koprivnica |

### Završni turnir
Igrano od 15. do 17. svibnja 2014. u Umagu.
| klub1                      | rez.           | klub2                      |
| poluzavršnica              | poluzavršnica  | poluzavršnica              |
| -------------------------- | -------------- | -------------------------- |
| Umag                       | 20:20 (3:4 7m) | Zamet Rijeka               |
| Podravka Vegeta Koprivnica | 21:27          | Lokomotiva Zagreb          |
|                            |                |                            |
| utakmica za treće mjesto   |                |                            |
| Umag                       | 23:41          | Podravka Vegeta Koprivnica |
|                            |                |                            |
| za pobjednika              |                |                            |
| Zamet Rijeka               | 21:24          | Lokomotiva Zagreb          |

## Poveznice
- 1. HRL za žene 2013./14.
- 2. HRL za žene 2013./14.
- 3. HRL za žene 2013./14.